# Primo mobile

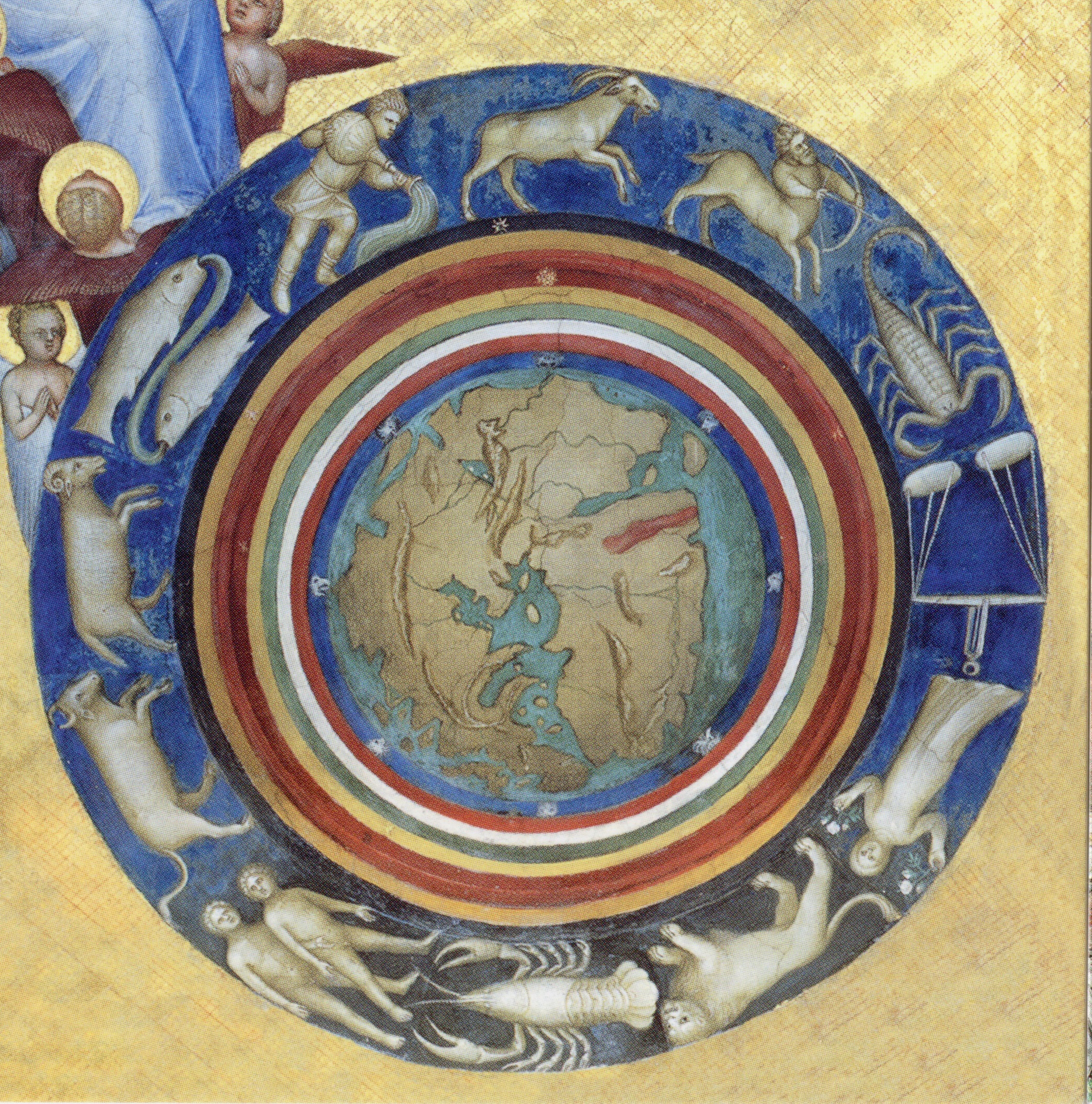
Mappa mundi medioevale con nove cieli rappresentati come cerchi concentrici di colore diverso, all'interno dello zodiaco (Giusto de' Menabuoi, dalla Creazione del mondo del battistero di Padova)

Il primo mobile (o in latino primum mobile) è, secondo l'astronomia medioevale e rinascimentale, la prima e più esterna delle sfere cosmiche ruotanti attorno alla Terra in base al modello geocentrico dell'universo, dalla quale parte il movimento che mette in moto le stelle e i pianeti.

## Concezione
Il concetto fu introdotto da Aristotele, il quale seguendo la concezione astronomica greca riteneva che i corpi celesti si muovessero su sfere concentriche, aventi la Terra come proprio centro di rotazione. Gli astri e i pianeti risultavano incastonati, conficcati all'interno di tali sfere: era il movimento di queste ultime a farli muovere, trascinandoli con sé. Poiché tuttavia i pianeti sembravano seguire una traiettoria irregolare, a differenza delle stelle più lontane (perciò dette «fisse»), Aristotele ipotizzò che ognuno di essi fosse mosso non da una, ma da un insieme di più sfere, le cui combinazioni rendessero ragione degli spostamenti planetari altrimenti inspiegabili come il moto retrogrado; egli introdusse così un totale cinquantacinque sfere, ventidue in più delle 33 di Callippo. 
Questi pianeti situati oltre la Terra, secondo una concezione astronomica fatta propria anche da Platone, erano in tutto sette, ed erano in ordine: la Luna, Mercurio, Venere, il Sole, Marte, Giove, e Saturno. L'ultimo cielo era infine quello contenente le stelle fisse, o appunto primo mobile, che metteva tutti gli altri cieli in movimento. Si trattava del primo cielo, cioè dell'involucro più esterno dell'universo, su cui le stelle erano come incastonate. Esso risulta mosso direttamente dalla causa prima o primo motore, identificabile con la divinità suprema (mentre le altre divinità risiedevano all'interno del cosmo), in una maniera tuttavia non meccanica o causale, dato che Dio, essendo «atto puro», è assolutamente immobile, oltre ad essere privo di materia e quindi non localizzabile da nessuna parte. Il primo mobile piuttosto si muove per un desiderio di natura intellettiva, cioè tende a Dio come propria causa finale. Cercando dunque di imitare la Sua perfetta immobilità, esso è contraddistinto dal moto più regolare e uniforme che ci sia: quello circolare.

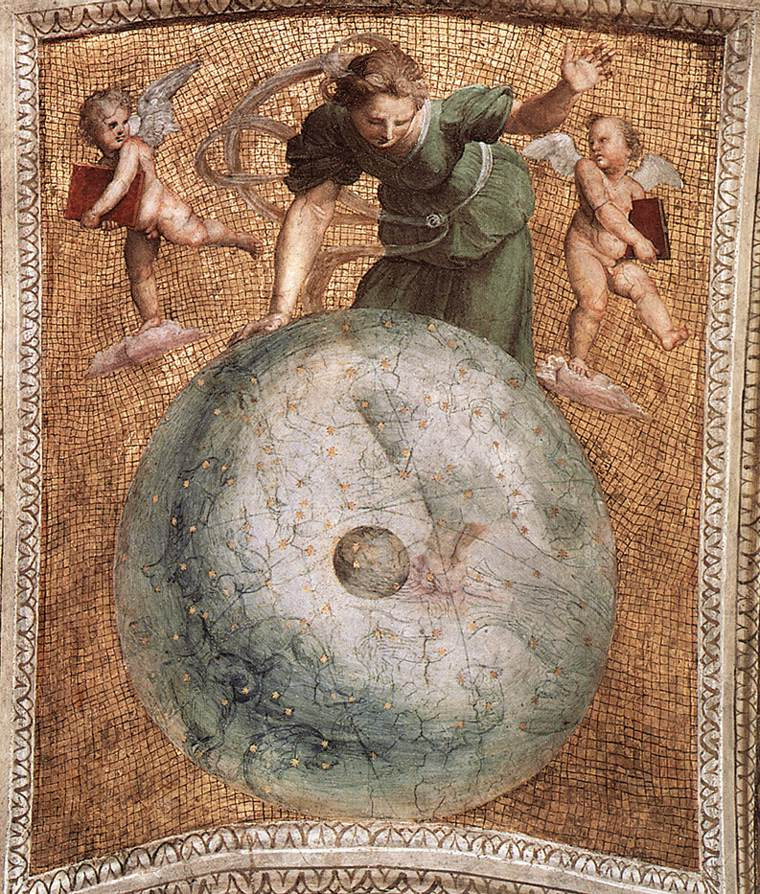
Il Primo moto (Raffaello, Stanza della Segnatura a Roma), dipinto dal significato prevalentemente astrologico, che illustra in forma simbolica l'origine del movimento cosmico: la Musa Urania fa muovere la volta celeste dell'universo, al cui centro è rappresentata la Terra.

Dal Primo Mobile, che si rende a sua volta motore, il movimento viene trasmesso progressivamente a tutte le altre sfere, sebbene corrompendosi man mano e trasformandosi da circolare-uniforme in rettilineo. In tal modo la dottrina aristotelica  poteva fornire un fondamento metafisico all'astrologia, poiché riconduceva tutti i mutamenti del mondo al movimento del primo cielo: il divenire terrestre cioè poteva essere previsto e spiegato astrologicamente, con cause non solamente meccaniche, ma soprattutto finalistiche, dotate di senso e destino.

### Sistema tolemaico
In seguito, dopo che Ipparco di Bitinia ebbe scoperto la precessione degli equinozi, da cui risultava che anche le stelle fisse possedevano un lento moto retrogrado, sembrando cioè tornare indietro per alcuni tratti rispetto alla normale direzione diurna, Claudio Tolomeo introdusse un nono cielo per ovviare a questa incongruenza, distinguendo la sfera delle stelle fisse, situata all'ottavo livello, dal primum mobile, concepito come un cielo purissimo senza astri.
Il modello tolemaico dei nove cieli rimase in vigore durante tutto il Medioevo, fino ad approdare al Rinascimento. Dante ad esempio lo utilizzò ampiamente nella descrizione dei cieli del Paradiso, sottolineando la purezza del primo mobile, da lui denominato «cielo cristallino», oltre il quale collocava il paradiso Empireo.

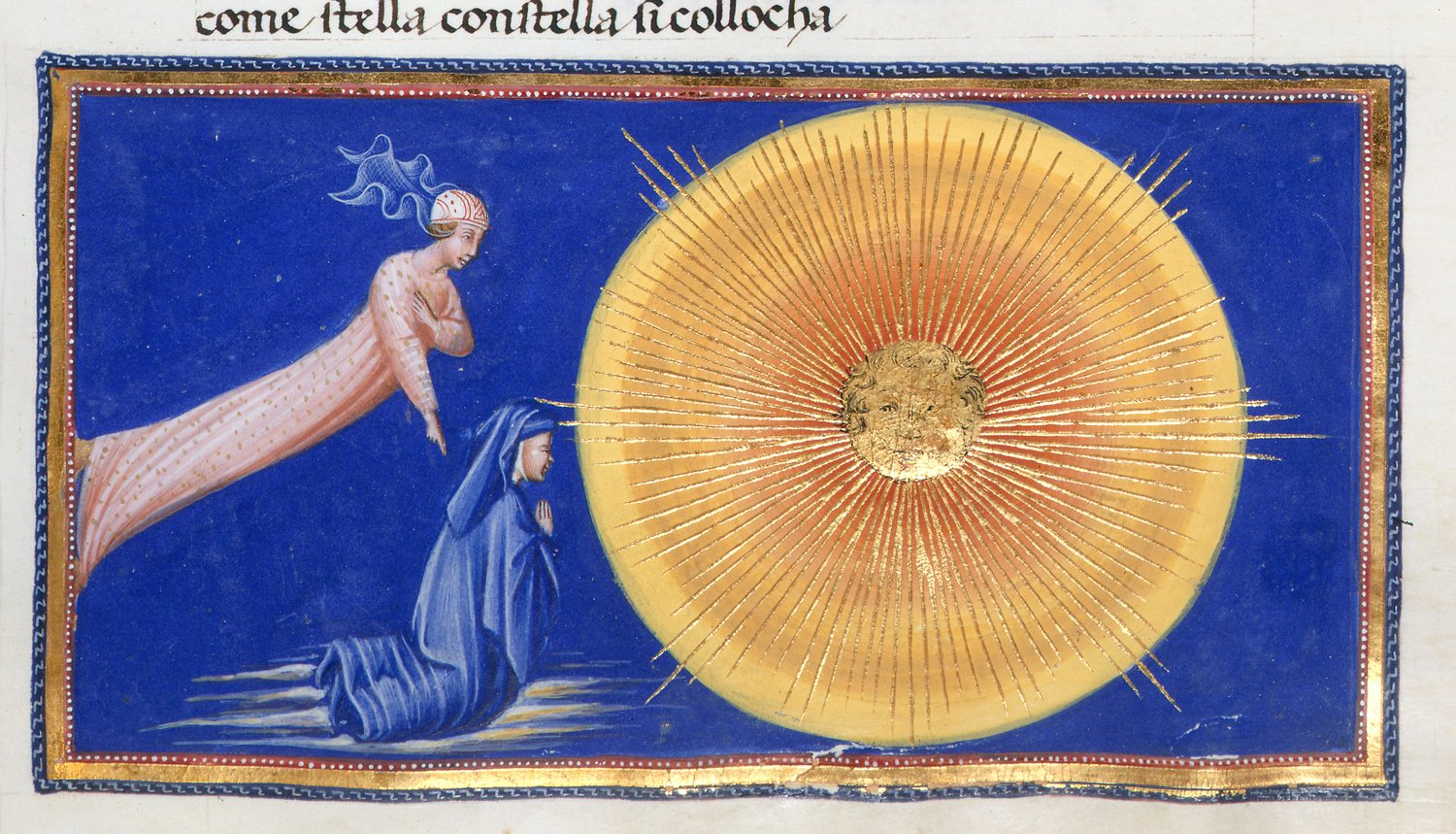
Dante e Beatrice nel Cielo del Primo Mobile (canto XXVIII), dove ammirano come stella con stella si collòca (miniatura di Giovanni di Paolo, XV sec.)

Per Dante il Primo Mobile possiede un moto assoluto perché non ha altra misura fuori di sé, bensì esso è misura di tutti gli altri moti, come il numero dieci è prodotto dal due e dal cinque.
«La natura del mondo, che quieta

il mezzo e tutto l'altro intorno move,

quinci comincia come da sua meta;

e questo cielo non ha altro dove

che la mente divina, in che s'accende

l'amor che 'l volge e la virtù ch'ei piove.

Luce e amor d'un cerchio lui comprende,

sì come questo li altri; e quel precinto

colui che 'l cinge solamente intende.

Non è suo moto per altro distinto,

ma li altri son mensurati da questo,

sì come diece da mezzo e da quinto.»

(Divina Commedia, Paradiso, XXVII, vv. 106-117)
La concezione di Dante risente, oltre che della dottrina filosofica aristotelica, anche di quella neoplatonica, veicolata nell'Europa cristiana attraverso Avicenna, in base alla quale ogni livello celeste è dotato anche di anima e intelletto. Dio infatti, Causa incausata, genera come riflesso della propria attività auto-contemplatrice il primo causato: questo è la prima Intelligenza, che a sua volta, guardando a Dio e così pensando se stessa, genera l'Anima della volta celeste, da cui si produce analogamente l'aspetto corporeo vero e proprio del primo mobile. Lo stesso processo si ripete per le altre sfere, fino all'ultima Intelligenza («dator formarum»), che attraverso l'Anima della sfera più bassa veicola nel mondo le forme intellegibili che si imprimono nella materia plasmando così i singoli organismi individuali.

### Rivoluzione copernicana

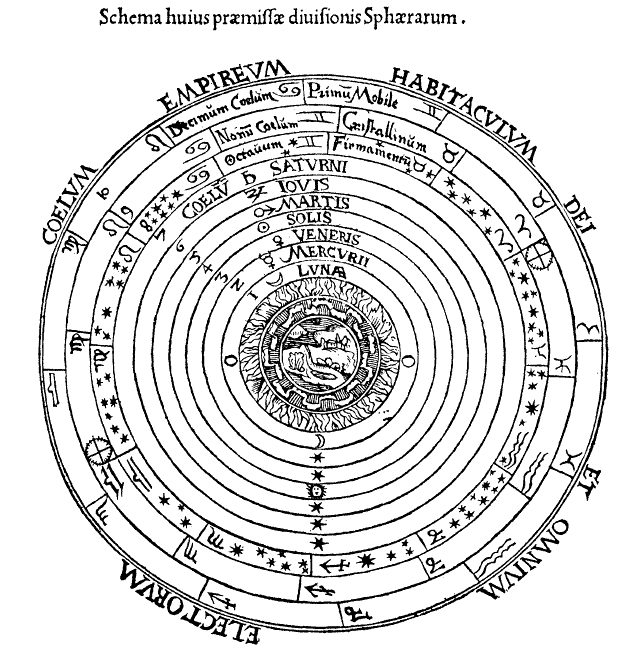
La questione del numero totale delle sfere celesti non giunse mai a una soluzione definitiva. In questa illustrazione tratta dalla Cosmographia di Pietro Apiano (XVI secolo), ad esempio, il firmamento o sfera delle «stelle fisse» è ottavo, una sfera "cristallina" è posta al nono livello, mentre il primum mobile è decimo.

Nel Cinquecento, pur avendo dato il via alla rivoluzione eliocentrica, Copernico ha continuato ad accettare l'esistenza della sfera delle stelle fisse, e più ambiguamente quella del Primo Mobile, che fu invece inglobato nella nuova e possente visione cosmologica di Giordano Bruno, in aggiunta alla nozione di infinito recuperata da Nicola Cusano. Per Bruno, il sommo orizzonte visibile dell'universo non costituiva più il suo limite estremo, perché oltre di esso occorreva ammettere la presenza di innumerevoli altre sfere mobili e cieli motori.
(Giordano Bruno, De l'Infinito, Universo e Mondi, dialogo quinto)
L'idea di un aristotelico Primo Mobile fu ancora inizialmente accettata da Galileo, mentre Francesco Bacone se ne mostrò scettico, come lo era del resto riguardo alla rotazione della Terra. Fu solo dopo che Keplero attribuì al Sole la causa del moto planetario, e non più al Primo Mobile, che questo perse gradualmente la sua importanza astronomica, mantenendola tuttavia nel regno della metafora o dell'allusione letteraria, oppure, come nel caso di Giordano Bruno, trasferendo le proprie caratteristiche di perfezione e di anelito verso Dio a tutti i corpi celesti: di questi era stata ora appurata la regolarità delle traiettorie, sicché ognuno di loro costituiva una diretta imitazione della suprema Intelligenza motrice.
Al di là infatti dell'aspetto geocentrico, che aveva sollevato diverse inconguenze risolte solo con l'adozione del modello eliocentrico, la concezione astronomica antica riteneva che il moto degli astri fosse portatore di un significato da interpretare finalisticamente, non come semplice meccanismo privo di scopo. L'ideazione di un universo armonico scaturiva dalla stessa esigenza, di matrice neoplatonica, che avrebbe indotto Keplero a fare del Sole la causa del moto dei pianeti, intesi in un'ottica animistica, e a ribadire al contempo la dignità di discipline come l'astrologia indipendentemente dalla questione se fossero i Cieli o la Terra a muoversi.